# Davy Klaassen
Davy Klaassen (Hilversum, 1993. február 21. –) holland válogatott labdarúgó, posztját tekintve támadó középpályás. 2023-tól az olasz Internazionale játékosa.
Profi karrierjét az Ajax csapatában kezdte, 2020-tól 2023-ig pedig ismét a csapat játékosa volt. Karrierjét a válogatottban egy Franciaország elleni barátságos mérkőzésen kezdte, első gólját pedig szintén egy barátságos mérkőzésen szerezte.

## Pályafutása

### Fiatalkor
Fiatalon szülővárosa két klubjában tanulta a labdarúgást. Először a HVV de Zebra's csapatánál játszott, majd később a HSV Wasmeer csapatát választotta. Itt játszott egészen 2004-ig és ekkor váltott át az AFC Ajax ificsapatához.

### AFC Ajax

#### 2011/2012
Miután átjött Amszterdamba, egészen 2011-ig az AFC Ajax fiatalcsapatában játszott és fejlődött. Debütálása az első csapatban egy fontos mérkőzésen történt meg. Először 2011. november 22-én Franciaországban, az Olympique Lyon elleni 0:0-val végződő BL-csoportmérkőzésen lépett pályára. November 27-én a NEC Nijmegen csapata ellen pedig a bajnokságban is bemutatkozott. Debütálása mellett még az első gólját is megszerezte ezen a mérkőzésen. Ezek után december 2-án meghosszabbította szerződését az Ajax-szal 2016-ig. December 11-én, az RKC Waalwijk elleni mérkőzésen viszont megsérült. A sérülés miatt több hetet ki kellett hagynia és csak január 29-én, a Feyenoord ellen 4:2-re elvesztett bajnoki mérkőzésen léphetett újra pályára. A szezon alatt tagja volt az amszterdamiak U19-es csapatának is, az Ajax A1-nek. Velük együtt vett részt a NextGen Series (U19-es BL) - első - tornáján. Egészen a döntőig jutottak de ott büntetőkkel kikaptak az Inter Milan fiataljaitól. Klaassen az 5 góljával a hatodik legeredményesebb labdarúgó lett a tornán.

#### 2012/2013
A következő 2012/13-as szezon nem sikerült számára túl jól. A felnőttcsapatban 3 mérkőzésen lépett pályára egészen szeptember 15-ig. Ezek után viszont egy súlyos sérülést szenvedett el és emiatt az egész szezont ki kellett hagynia. Ennek ellenére tagja tagja lett a bajnokcsapatnak mivel az Ajax idén is megnyerte a bajnokságot.
A sérülése elég hosszúra sikeredett. A felnőttcsapatban csupán 2013 július 7-én tudott ismét pályára lépni egy felkészülési mérkőzésen a német másodosztályú Dynamo Drezda ellen, melyet 3:0-ra nyertek meg.

#### 2013/2014
A 2013/14-es szezon jobban kezdődött számára mint az előző. A szezon elején még nem lépett pályára az első csapatban, viszont a Jong Ajax-ban többször is. A szezon előtt eldőlt, hogy idén a Jong Ajax, a Jong Twente és a Jong PSV a holland másodosztályban (Eerste Divisie) szerepelhet. Így Davy sem a fiatalok bajnokságában kezdte a szezont. Az első csapatban legközelebb szeptember 28-án mutatkozott be újra. Ezen a Go Ahead Eagles ellen 6:0-ra megnyert hazai mérkőzésen csereként lépett pályára a második félidőben. A következő fordulóban - Duarte sérülése miatt - már a kezdőcsapat tagja volt és ezt jó játékkal és góllal köszönte meg. Ezek után maradt a kezdőcsapat tagja és egyik legjobb embere. Ezt jó játékával és góljaival adta vissza. November 26-án a BL-ben tagja volt az FC Barcelona csapatát legyőző csapatnak is. December 7-én a NAC Breda ellen egy hosszú rossz sorozatot szakított meg. Majdnem két év után ő volt az első játékos az Ajax-nál aki ismét mesterhármast ért el egy bajnoki mérkőzésen. A szezon további részében is megtartotta helyét a kezdőcsapatban. Voltak nagyon jó, de rosszabb mérkőzései is. Végül is, játékával elég sokat hozzátett ahhoz, hogy az Ajax idén is megszerezze a bajnoki címet egymás után negyedszer. A kupagyőzelem viszont nem sikerült idén, mivel a döntőben nagy meglepetésre 5:1-es vereséget szenvedtek el a PEC Zwolle csapatától.
Idén Klaassen kapta meg Hollandiában és az Ajax-nál is az "Év Tehetsége" díjat. Idei 10 bajnoki góljával ő lett az Ajax-nál - a bajnoki gólokat tekintve - a csapaton belüli gólkirály az ugyancsak ennyi gólt szerző Sigthórssonnal együtt.

#### 2017/2018
2017. június 15-én az angol Everton 27 000 000 eurót fizetett érte, Klaassen pedig öt éves szerződést írt alá a liverpooli klubbal.

## Válogatott
Klaassen 2014. március 5-én szerepelt először a Holland-válogatott felnőttcsapatában, Louis van Gaal szövetségi kapitány irányítása alatt. Ez egy barátságos mérkőzés volt a párizsi Stade de France stadionban a Francia-válogatott ellen. Csereként lépett pályára a 72. percben, Wesley Sneijdert felváltva. A mérkőzést a hazai francia csapat nyerte 2:0-ra. Ezen mérkőzésen debütálásával Klaassen lett az Ajax történetének 100. holland-válogatott játékosa.
| Klaassen mérkőzései a Holland-válogatottban | Klaassen mérkőzései a Holland-válogatottban | Klaassen mérkőzései a Holland-válogatottban | Klaassen mérkőzései a Holland-válogatottban | Klaassen mérkőzései a Holland-válogatottban | Klaassen mérkőzései a Holland-válogatottban |
| №                                           | Dátum                                       | Mérkőzés                                    | Végeredmény                                 | Mérkőzés tipusa                             | Gól(ok)                                     |
| AFC Ajax játékosaként                       | AFC Ajax játékosaként                       | AFC Ajax játékosaként                       | AFC Ajax játékosaként                       | AFC Ajax játékosaként                       | AFC Ajax játékosaként                       |
| ------------------------------------------- | ------------------------------------------- | ------------------------------------------- | ------------------------------------------- | ------------------------------------------- | ------------------------------------------- |
| 1.                                          | 2014. március 5.                            | Franciaország – Hollandia                   | 2 – 0                                       | Barátságos mérkőzés                         | 0                                           |
| 2.                                          | 2015. március 21.                           | Hollandia – Spanyolország                   | 2 – 0                                       | Barátságos mérkőzés                         | 1                                           |
| 3.                                          | 2015. szeptember 3.                         | Hollandia – Izland                          | 0 – 2                                       | Eb-selejtező 2016                           | 0                                           |
| 4.                                          | 2015. szeptember 6.                         | Törökország – Hollandia                     | 3 – 0                                       | Eb-selejtező 2016                           | 0                                           |

## Statisztika

### Klubcsapat
utolsó mérkőzés: 2015. december 20.
| Klub     | Szezon   | Bajnokság | Bajnokság | Kupa  | Kupa  | Szuperkupa | Szuperkupa | Nemzetközi | Nemzetközi | Összesen | Összesen |
| Klub     | Szezon   | Mérk.     | Gólok     | Mérk. | Gólok | Mérk.      | Gólok      | Mérk.      | Gólok      | Mérk.    | Gólok    |
| -------- | -------- | --------- | --------- | ----- | ----- | ---------- | ---------- | ---------- | ---------- | -------- | -------- |
| AFC Ajax | 2011–12  | 4         | 1         | 0     | 0     | 0          | 0          | 3          | 0          | 7        | 1        |
| AFC Ajax | 2012–13  | 2         | 0         | 0     | 0     | 1          | 0          | 0          | 0          | 3        | 0        |
| AFC Ajax | 2013–14  | 26        | 10        | 5     | 0     | 1          | 0          | 5          | 1          | 37       | 11       |
| AFC Ajax | 2014–15  | 29        | 6         | 3     | 0     | 1          | 0          | 10         | 2          | 43       | 8        |
| AFC Ajax | 2015-16  | 17        | 7         | 0     | 0     | 0          | 0          | 10         | 2          | 27       | 9        |
| AFC Ajax | Összesen | 78        | 24        | 8     | 0     | 3          | 0          | 28         | 5          | 117      | 29       |
| ÖSSZESEN | ÖSSZESEN | 78        | 24        | 8     | 0     | 3          | 0          | 28         | 5          | 117      | 29       |

## Sikerei, díjai

### Csapat
Ajax A1
- The NextGen Series ezüstérem (1x): 2012

AFC Ajax
- Bajnoki cím (4x): 2012, 2013, 2014, 2021
- Holland Kupa-győzelem (1x): 2021
- Holland Szuperkupa-győzelem (1x): 2013
- Eusebio Kupa-győzelem (1x): 2014
- Európa-liga döntős (1x): 2017

### Egyéni
- "Jövő Tehetsége" az Ajax-nál (1x): 2011
- "Év Tehetsége" az Ajax-nál (1x): 2014
- "Év Tehetsége" Hollandiában (1x): 2014
- Ajax csapaton belüli gólkirálya (1x): 2014